# 塔纳大桥

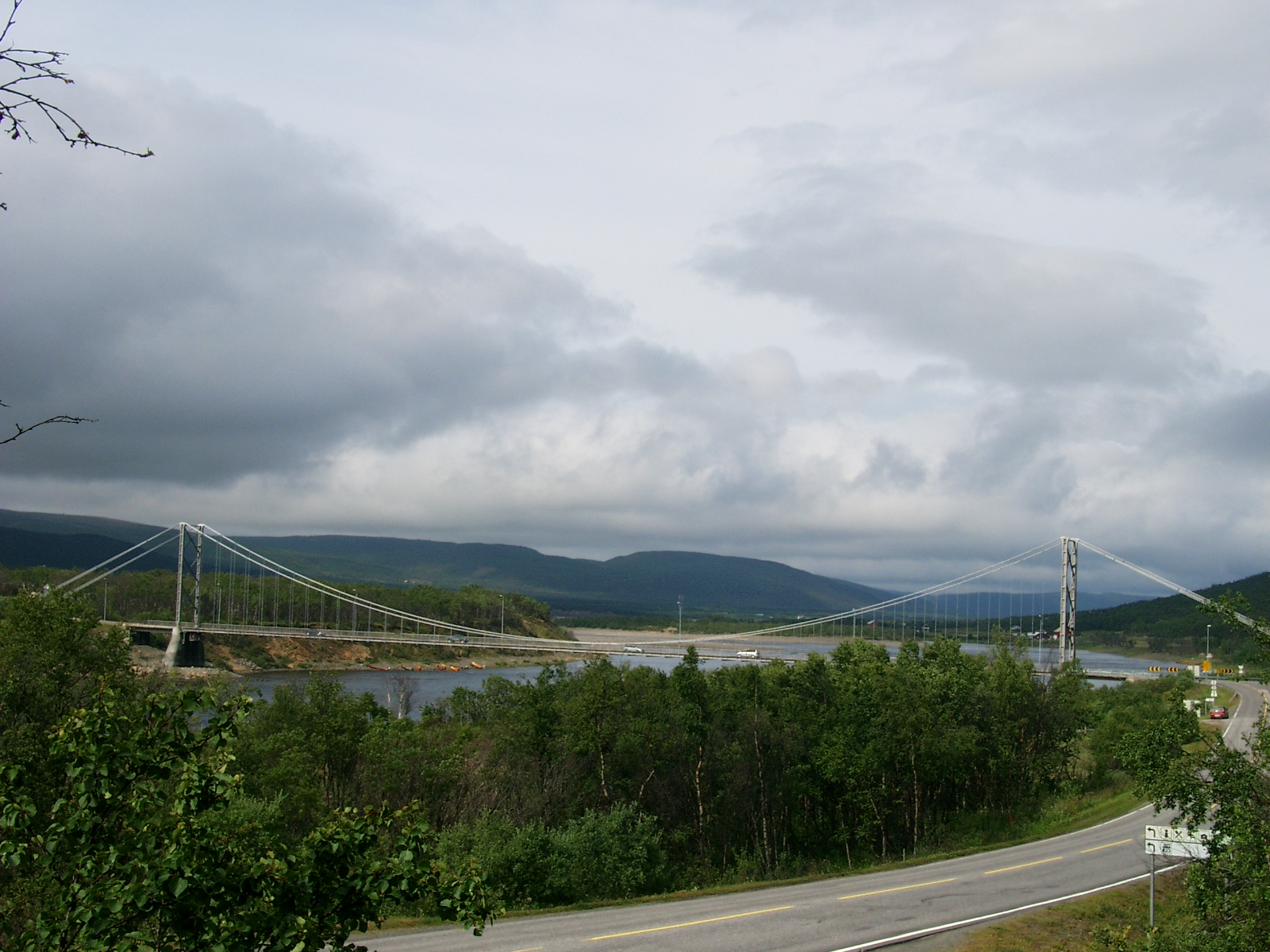
塔纳大桥

塔纳大桥（挪威語：Tana bru）是挪威芬马克郡的一座跨越塔納河的悬索桥，长220米，主跨194米，于1948年建成。